# یانکو گئورگیف
یانکو گئورگیف (بلغاری: Янко Георгиев؛ زادهٔ ۲۲ اکتبر ۱۹۸۸) بازیکن فوتبال اهل بلغارستان است.